# Бад Брајзиг
Бад Брајзиг (њем. Bad Breisig) град је у њемачкој савезној држави Рајна-Палатинат. Једно је од 74 општинска средишта округа Арвајлер. Према процјени из 2010. у граду је живјело 8.914 становника. Посједује регионалну шифру (AGS) 7131006.

## Географски и демографски подаци
Бад Брајзиг се налази у савезној држави Рајна-Палатинат у округу Арвајлер. Град се налази на надморској висини од 70 метара. Површина општине износи 19,9 km². У самом граду је, према процјени из 2010. године, живјело 8.914 становника. Просјечна густина становништва износи 447 становника/km².

## Међународна сарадња
| Мјесто | Држава   | Врста сарадње | Од    |
| ------ | -------- | ------------- | ----- |
| Парад  | Мађарска | партнерство   | 1995. |
| Извор  |          |               |       |